# Huub Scherpenisse
Huub Scherpenisse (4 december 1931 - 14 maart 2014) was een Nederlandse voetballer en voetbaltrainer. Als voetballer speelde hij bij voorkeur als verdediger.

## Carrière
Scherpenisse begon zijn carrière bij ADO in 1953. Hij maakt zijn debuut op 8 november 1953 in een wedstrijd tegen Feyenoord. ADO won het duel met 1-0.  Scherpenisse speelde in totaal 150 wedstrijden voor ADO. In 1961 ging hij naar Sportclub Enschede. In 1963 beëindigde hij zijn voetbalcarrière.
Daarna werd hij trainer bij H.S.V. Marathon in Den Haag. In de periode 1971-1975 was hij trainer van het derde team van ADO waarmee hij twee keer kampioen werd.
Scherpenisse overleed op 14 maart 2014.